# Messe basse

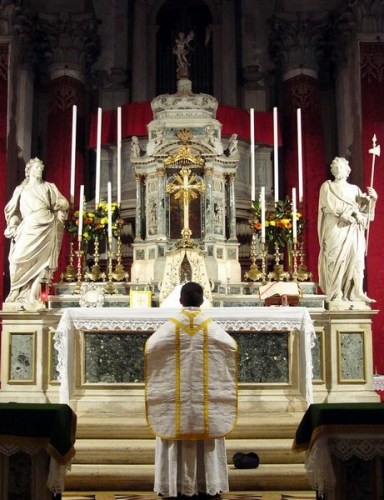
Célébration d’une messe basse

Une messe basse, ou petite messe (en latin missa lecta, « messe lue ») est, dans la forme tridentine du rite romain de l'Église catholique, codifiée dans l'édition de 1962 du Code des rubriques (Codex Rubricarum), une messe dans laquelle toutes les prières figurent, mais sans être chantées. Elle ne doit pas être confondue avec la messe brève, surtout celle existant au XVIe siècle (missa brevis) qui désigne une messe dans laquelle les pièces normalement chantées ne sont pas même dites.
Une messe chantée est une messe solennelle (en latin, missa solemnis ; ou messe haute) si elle est célébrée avec l'assistance d'un diacre et d'un sous-diacre. Autrement, il s'agit d'une messe chantée (missa cantata). La messe basse ne doit pas non plus être confondue avec la messe privée (en latin Missa privata, ou secreta, familiaris, peculiaris) dans laquelle seul le prêtre communie.
Durant une messe basse, l'autel n'est pas encensé et les répons sont donnés par un servant de messe (ou plusieurs). Cette forme de célébration était la plus courante avant 1969 : en effet, le Missel romain, depuis 1969, ne fait plus de distinction entre grand-messe et messe basse, mais entre messes célébrées avec ou sans une assemblée.

## Histoire
Tout comme la messe solennelle, l'usage des messes basses est attesté dès les premiers temps de l'Église. Des conciles en parlent en effet, tel celui d'Agde (506), ou encore le premier concile d'Orléans (511), ou bien celui de Vaison (529).

A partir du XIXe siècle, les messes basses se multiplient, mais leur caractère expéditif sera critique par le mouvement liturgique et par ses précurseurs dès le début du XXe siècle ː
Les messes basses pouvaient évidemment apparaître en certaines circonstances comme le comble de l'indévotion. Leur multiplication et leur caractère expéditif, en ville, en vue d'alléger l'observance dominicale pour le plus grand nombre, n'échappaient pas facilement à une dérive formaliste. Cependant, c'est au modèle même de la messe basse qu'étaient attachées quelques valeurs sûres de la piété catholique, à commencer par les messes de communion matinales : sa « miniaturisation », son extrême schématisme, sa retenue sonore et cérémonielle, enrichie de l'usage étendu du missel personnel et, dans les années trente, non sans difficulté, il est vrai, du dialogue liturgique direct avec le prêtre célébrant, en avait fait une pratique mêlant d'une manière originale la distance et la proximité du mystère eucharistique, et contrastant avec le côté extérieur et conventionnel, voire indévot, ou musicalement dilettante, de la grand-messe.